# Amfilochiusz (Radović)

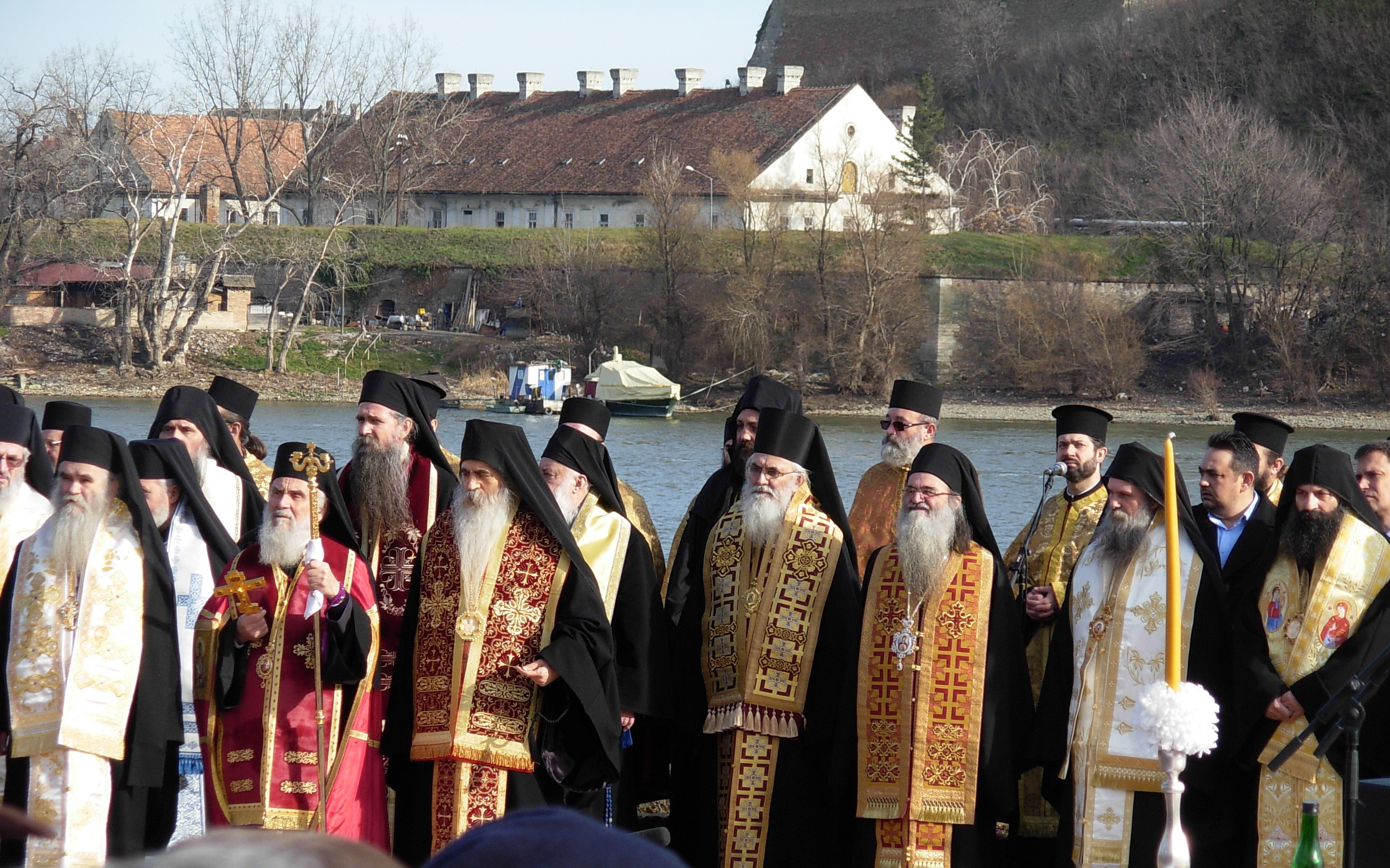
Metropolita Amfilochiusz na uroczystościach 70. rocznicy masakry Serbów, Żydów i Romów w południowej Bačce, 2012 (stoi pierwszy z lewej)

Amfilochiusz, imię świeckie Risto Radović (ur. 7 stycznia 1938 w Bare Radovića, zm. 30 października 2020 w Podgoricy) – serbski biskup prawosławny, metropolita Czarnogóry i Przymorza.

## Życiorys

### Młodość i działalność akademicka
Urodził się w wielodzietnej rodzinie Ćiry i Milevy Radoviciów w Czarnogórze, miał sześciu braci i dwie siostry. Edukację na poziomie podstawowym i średnim odebrał w Barze oraz w monasterze Morača.
Ukończył Akademię Duchowną św. Sawy w Belgradzie w 1962. Był również absolwentem Wydziału Filozoficznego Uniwersytetu w Belgradzie na kierunku filologia klasyczna. Naukę kontynuował na stażach na Uniwersytecie Starokatolickim w Bernie, następnie w Anselmianum w Rzymie, po czym przez siedem lat przebywał w Grecji, obsługując parafie w Spanie i Koropion. W Grecji obronił pracę doktorską poświęconą św. Grzegorzowi Palamasowi i w 1967 złożył wieczyste śluby zakonne przed metropolitą kefalijskim Prokopiuszem w jednym z klasztorów góry Athos, przyjmując imię zakonne Amfilochiusz. W 1968 w Argostoli został wyświęcony na hieromnicha, jeszcze w tym samym roku otrzymał godność archimandryty. Między rokiem 1975 a 1976 wykładał w Instytucie św. Sergiusza z Radoneża w Paryżu. Od 1976 do 1985 był wykładowcą pedagogiki prawosławnej (katechetyki) w Akademii Duchownej św. Jana Teologa w Belgradzie oraz dziekanem wydziału teologicznego.
Był uczniem duchowym archimandryty Justyna (Popovicia) oraz jednego ze starców Athosu, mnicha Paisjusza (Eznepidisa).
W końcu lat 80. XX wieku należał do grupy prawosławnych teologów i intelektualistów opowiadających się za odnową Serbskiego Kościoła Prawosławnego i podjęciem przez niego próby wyraźniejszego zaangażowania w życie społeczne.

### Biskup
W maju 1985 wybrany na biskupa eparchii banackiej, 29 grudnia tego samego roku przyjął chirotonię biskupią. Na terenie eparchii organizował otwarte wykłady i dyskusje, w których poruszał tematykę religijną oraz kwestie związków prawosławia z kulturą serbską. W rezultacie w 1988 został oskarżony przez władze Vojvodiny o skłonności „antysocjalistyczne, antykomunistyczne i nacjonalistyczne” oraz o „stawianie sobie za cel politycznego uświadamiania Serbów południowego Banatu”.
30 grudnia 1991 podniesiony do godności metropolity czarnogórskiego i primorskiego. Był członkiem Związku Pisarzy Serbii i Czarnogóry. Na terenie swojej eparchii prowadził ożywioną działalność misyjną, zorganizował wydawnictwo eparchialne i radio Święta Góra. Władał językami greckim, niemieckim, francuskim, rosyjskim i włoskim. Doprowadził do renowacji szeregu świątyń zniszczonych w okresie rządów komunistów w Jugosławii, jak również do budowy zupełnie nowych cerkwi i monasterów i otwarcia akademii duchownej zamkniętej przez władze Jugosławii w 1945.
W 2005 na jego polecenie wzniesiona została blaszana cerkiew na górze Rumija. Inwestycję przeprowadzono bez koniecznych zezwoleń na budowę, a materiały do konstrukcji niewielkiej świątyni (7,5 metra kwadratowego powierzchni) przewieziono samolotami wojskowymi. Cerkiew miała być symbolem związków między Serbskim Kościołem Prawosławnym a wyznawcami prawosławia w Czarnogórze. Władze czarnogórskie w kolejnych latach określały budowę świątyni jako prowokację.
15 maja 2008 Synod Biskupów Sebskiego Kościoła Prawosławnego powierzył mu tymczasowo funkcję przewodniczącego Świętego Synodu Kościoła z powodu długotrwałej choroby patriarchy Pawła. Po śmierci patriarchy od 15 listopada 2009 do 22 stycznia 2010 pełnił funkcję locum tenens, z której automatycznie ustąpił po wyborze nowego patriarchy – dotychczasowego metropolity niskiego Ireneusza.
W maju 2010, po zawieszeniu dotychczasowego biskupa raszko-prizreńskiego Artemiusza został tymczasowym administratorem tej eparchii (obejmującej terytorium Kosowa). 24 sierpnia 2010, występując jako przedstawiciel serbskiej społeczności w Kosowie, wyraził protest z powodu wycofania się sił stabilizacyjnych KFOR z ochrony części monasterów i cerkwi Serbskiego Kościoła Prawosławnego na terenie Kosowa. W listopadzie 2010 Święty Sobór Biskupów Serbskiego Kościoła Prawosławnego powołał na katedrę raszko-prizreńską nowego biskupa ordynariusza, dotychczasowego biskupa pomocniczego tejże eparchii Teodozjusza (Šibalicia). W 2011 mianowany administratorem (locum tenens) nowo powstałej eparchii Ameryki Południowej i Środkowej.
Określany jako największy, obok patriarchy Ireneusza, współczesny autorytet moralny spośród duchownych Serbskiego Kościoła Prawosławnego.
W maju czarnogórski polityk Milo Đukanović poinformował, iż jego Demokratyczna Partia Socjalistów Czarnogóry włączyła do swojego programu plan utworzenia autokefalicznego Kościoła prawosławnego w Czarnogórze. Metropolita Amfilochiusz zdecydowanie skrytykował tę koncepcję i podkreślił wielowiekową łączność metropolii Czarnogóry z Patriarchatem Serbskim. 22 czerwca 2011 stwierdził, iż metropolia mogłaby uzyskać autokefalię jedynie wtedy, gdy zgodziłyby się na nią wszystkie lokalne Cerkwie prawosławne.
W styczniu 2011 prokuratura Czarnogóry wszczęła przeciwko metropolicie postępowanie karne. Amfilochiuszowi zarzucono posługiwanie się mową nienawiści (czarn./serb. govor mržnje) w związku z jego zapowiedzią z początku roku, iż wszyscy, którzy przyczyniliby się do zniszczenia metalowej cerkwi na górze Rumija, zostaną obłożeni klątwą kościelną. Pierwsze posiedzenie sądu w sprawie odbyło się 23 czerwca 2011. Amfilochiusz stwierdził, iż proces wpisuje się w kampanię nacisków przeciwko kierowanej przez niego metropolii ze strony świeckich władz Czarnogóry. W oświadczeniu z 18 lipca 2011 zwrócił uwagę, że kwestionowane słowa były cytatem ze Starego Testamentu i zostały wyrwane z oryginalnego kontekstu. W tym samym oświadczeniu stwierdził, że przykłady podobnej „mowy nienawiści” wpisują się w stylistykę starotestamentową, ponadto podobne znaleźć można m.in. w czarnogórskim eposie narodowym – Górskim wieńcu.
Zmarł na COVID-19. Mimo takich okoliczności śmierci, ciało metropolity było wystawione na widok publiczny w otwartej trumnie, zanim złożono je w krypcie soboru w Podgoricy. 1 listopada 2020 jego pogrzebowi przewodniczył patriarcha Serbii Ireneusz, który 3 dni po pogrzebie trafił do szpitala z potwierdzonym koronawirusem (prawdopodobną przyczyną było znaczne naruszenie norm sanitarno-epidemiologicznych przez uczestników pogrzebu metropolity), po czym 20 listopada 2020 zmarł.

### Działalność polityczna
Uważany w Serbii za gruntownie wykształconego i charyzmatycznego duchownego, przez cały okres swojej działalności jako biskup angażował się w bieżącą politykę Jugosławii i krajów, jakie powstały po jej rozpadzie. Początkowo bardziej umiarkowany w poglądach (podkreślał, iż prawosławie nie może łączyć się z etnofiletyzmem), stopniowo zaczął otwarcie głosić idee nacjonalizmu serbskiego, „odrodzenia narodowego”, antykomunizmu i ścisłego związku między prawosławiem a narodową tożsamością Serbów. W publicznych wypowiedziach krytykował zachodnioeuropejską demokrację i kapitalizm, jak również przestrzegał przed kopiowaniem kulturowych wzorców zachodu na gruncie bałkańskim. Był uważany za jednego ze zwolenników koncepcji świętosawia w Serbskim Kościele Prawosławnym. Był wymieniany jako jeden z głównych przedstawicieli radykalnie konserwatywnego skrzydła w episkopacie Serbskiego Kościoła Prawosławnego, utożsamiającego się z teologią św. Mikołaja (Velimirovicia).
Był jednym z autorów koncepcji „teologii wojny” (sr. teologija rata), w której konflikty międzynarodowe są przedstawione jako nieuniknione z powodu niedoskonałości człowieka. Temat ten porusza zbiór materiałów z konferencji, którą współorganizował i błogosławił w 1996, Jagnje Božije i Zvijer iz Bezdana. Jednym z autorów tekstów zawartych w tomie był Radovan Karadžić. W 1991, w dzień św. Piotra, gościł w monasterze w Cetyni Željko Ražnatovića i żołnierzy jego paramilitarnej formacji – Serbskiej Gwardii Ochotniczej. Otwartego poparcia udzielał również Vojislavovi Koštunicy, zaś przed przewiezieniem Slobodana Miloševicia do Hagi, na proces przed Międzynarodowym Trybunałem Sprawiedliwości, odwiedził go i podarował mu ewangeliarz. Po aresztowaniu Radovana Karadžicia odwiedzał go w areszcie w Hadze. W 2004 w Belgradzie, w czasie manifestacji przeciwko atakom na Serbów w Kosowie, usiłował powstrzymać uczestników protestów przed zniszczeniem meczetu Bajrakli.
Po ogłoszeniu niepodległości przez Czarnogórę ostro krytykował jej wystąpienie z dotychczasowej federacji Serbii i Czarnogóry i brał udział w protestach przeciwko tejże decyzji. Sam posiadał obywatelstwo czarnogórskie. 27 sierpnia 2010 w liście otwartym do prezydenta i premiera Czarnogóry wystąpił przeciwko nowej ustawie o szkolnictwie, przewidującej wykorzystywanie w szkołach jedynie języka czarnogórskiego. Twierdził w nim, iż na mocy zapisów ustawy dochodzi do dyskryminacji ponad połowy społeczeństwa, która uważa za swój język ojczysty język serbski. Według metropolity naród czarnogórski został „wynaleziony” przez komunistów Tity w celu poróżnienia ludności serbskiej w Czarnogórze oraz w Serbii.
W maju 2013 zdecydowanie skrytykował decyzję władz Serbii o normalizacji stosunków z Kosowem, uznając, iż zrzeczenie się przez Serbię Kosowa i Metochii jest zdradą narodu, wydaniem „na ukrzyżowanie” kosowskich Serbów i cerkwi na tym obszarze.
Doktor honoris causa Moskiewskiej Akademii Duchownej (2006), Instytutu Teologii Białoruskiego Uniwersytetu Państwowego (2008), Instytutu św. Sergiusza z Radoneża w Paryżu i Petersburskiej Akademii Duchownej (2014).

## Prace
Amfilochiusz (Radović) opublikował następujące prace teologiczne:
- Tajna Svete Trojice po uczenju Sv. Grigorija Palame (oryg. w języku greckim), 1973
- Smisao liturgije (oryg. w j. greckim), 1974
- Sinaiti i njihov značaj u Srbiji XIV vijeka, 1981
- Filokalijski pokret XVIII i početkom XIX vijeka (oryg. w j. greckim), 1982
- Duhovni smisao hrama Svetog Save na Vračaru, 1989
- Prepodobni Rafailo Banatski, 1988
- Vračanje duše u čistotu, 1992
- Osnovi pravoslavnog vaspitanja, 1993
- Svetosavsko prosvetno predanje i prosvećenost Dositeja Obradovića, 1994
- Istorijski presjek tumaczenja Starog Zavjeta, 1996

Jest współautorem przekładu Pisma Świętego na współczesny język serbski.
W 1996 opublikował ponadto tom wierszy U Jagnjetu je spas, zaś w 2011 czterotomową pracę poświęconą sytuacji Serbów w Kosowie Pomenik novog kosovskog stradanja.